# Spitze (Astrologie)
Eine Spitze ist in der Astrologie der Anfang eines Gradbereichs auf dem Tierkreis, in dem der Einfluss der Natur des betreffenden Horoskopelements am stärksten ist bzw. dessen Natur am stärksten sich ausdrückt. Man nennt insbesondere die Spitze eines Tierkreiszeichens die Zeichenspitze und die Spitze eines Hauses die Häuserspitze. So ist die Spitze des 1. Hauses der Aszendent und die Spitze des 10.,  Hauses das Medium coeli.
Der Begriff wird auch für andere Gradbereiche gebraucht, zum Beispiel für Dekane und Termini.